# NGC 2170
NGC 2170 هو سديم عاكس يتبع كوكبة وحيد القرن. اكتشفه ويليام هيرشل في 16 أكتوبر 1784.

## روابط خارجية
- NGC 2170 على موقع ويكي سكاي: DSS2, SDSS, GALEX, IRAS, Hydrogen α, X-Ray, Astrophoto, Sky Map, Articles and images